# Вольный (Мордовия)
Вольный — посёлок в Ельниковском районе Мордовии. Входит в состав Ельниковского сельского поселения.

## История
Основан в начале 1920-х годов. В 1931 году состоял из 24 дворов.

## Население
| 2002 | 2010 |
| ---- | ---- |
| 18   | ↘12  |

Национальный состав
Согласно результатам Всероссийской переписи населения 2002 года, в национальной структуре населения мордва-мокша составляли 89 %.